# گاوریلوفکا (شهرستان فیودوروفسکی، باشقیرستان)
گاوریلوفکا (انگلیسی: Gavrilovka, Fedorovsky Selsoviet, Fyodorovsky District, Republic of Bashkortostan)  یک شهرک در شهرستان فیودوروفسکی استان باشقیرستان کشور روسیه است.